# Quận Henrico, Virginia
Quận Henrico là một quận thuộc tiểu bang Virginia, Hoa Kỳ.
Theo điều tra dân số của Cục điều tra dân số Hoa Kỳ năm 2000, quận có dân số 262.300 người2. Quận lỵ đóng ở Richmond 6.

## Địa lý
Theo Cục điều tra dân số Hoa Kỳ, quận có diện tích 635 km², trong đó có 18 km² là diện tích mặt nước.

### Quận giáp ranh
- Quận Richmond, Virginia - nam
- Quận Chesterfield, Virginia - nam
- Quận Goochland, Virginia - tây
- Quận Hanover, Virginia - bắc
- Quận New Kent, Virginia - đông bắc
- Quận Charles City, Virginia - đông nam